# Aniempodist Sofronow
Aniempodist Sofronow, znany także pod pseudonimem Ałampa (ur. 14 listopada 1886 w Pierwym Żochsogonskim Naslegu, zm. 24 października 1935 w Jakucku) – jakucki poeta, dramaturg, pisarz, dziennikarz i działacz społeczny, jeden z pierwszych twórców literatury jakuckiej obok Nikołaja Nieustrojewa oraz Aleksieja Kułakowskiego.

## Życiorys
Ukończył dwie klasy czteroletniej szkoły cerkiewno-parafialnej w latach 1902-1904. W wieku dwudziestu trzech lat zaczął pracować w drukarni gazety "Jakutski kraj", zaś w latach 1912-1913 współpracował z "Sacha sanata" ("Gołos Jakuta", Głos Jakutów). Następnie pracował jako pisarz u kupca. Na łamach "Głosu Jakutów" publikował swoje wiersze, tam też wydał opowiadanie pt. "Rodina" oraz przekłady utworów Kryłowa i Szyszkowa. W 1914 napisał dramat pt. "Diadaany Diaakyp" ("Biedny Jakow"). Jego wystawienie na scenie w 1917 było znaczącym wydarzeniem kulturalnym w Jakucji. 
W latach 1921–1922 był redaktorem naczelnym pierwszej w Związku Radzieckim gazety wydawanej w języku jakuckim pt. "Manczaary". Działał również w organizacjach kulturalnych i oświatowych: był przewodniczącym towarzystwa kulturalno-oświatowego "Sacha omuk" oraz towarzystwa walki z analfabetyzmem. Był pierwszym jakuckim krytykiem teatralnym i teoretykiem teatru, autorem szeregu artykułów o perspektywach rozwoju teatru w Jakucji. Założył pismo "Czołbon" o tematyce literackiej i społecznej. 
W latach 1921–1925 był komisarzem, następnie dyrektorem Jakuckiego Teatru Narodowego, w kolejnych latach - Jakuckiego Państwowego Teatru Narodowego. Na scenie teatru wystawiane były m.in. dzieła dramaturgów rosyjskich w przekładzie na język jakucki autorstwa Ałampy, który był również aktorem, reżyserem i suflerem przedstawień. W ten sposób inscenizowano m.in. dzieła Tołstoja (Potęga ciemnoty), Gogola (Ożenek, Niedźwiedź) i Ostrowskiego. 
W 1927 został aresztowany i oskarżony o "burżuazyjny nacjonalizm" oraz współpracę z tzw. konfederalistami - antyradziecką organizacją zbrojną działającą w Jakucji, kierowaną przez Pawła Ksienofontowa. Został skazany początkowo na pięć lat łagru, zamienioną następnie na pięcioletnią zsyłkę do obwodu archangielskiego. Był więziony w Nowosybirsku, Kazaniu, następnie na Butyrkach, na zesłaniu przebywał w obwodach archangielskim i irkuckim. Podczas odbywania kary zapadł na gruźlicę. Po odbyciu wyroku wrócił do Jakucji i tam w 1935 zmarł. Został pochowany w Jakucku na Cmentarzu Centralnym. W 2012 jego szczątki zostały ekshumowane i pogrzebane ponownie na terenie muzeum-rezerwatu "Taatta", w Ytyk-Kiujol, w pobliżu miejsca urodzenia twórcy. W 1962 został całkowicie zrehabilitowany. Ulica jego imienia istnieje w Jakucku.